# Дюгмеджилер (квартал на Истанбул)
„Дюгмеджилер“ (на турски: Düğmeciler) е квартал на Истанбул, разположен в градска околия Еюпсултан. Общата му площ е 0,48 км2. Според данни на Адресната система за регистриране на населението (ABPRS) към 2024 г. населението на „Дюгмеджилер“ е 17 564 жители.